# 中国-康奈尔-牛津计划
中国-康奈尔-牛津计划（China–Cornell–Oxford Project）是20世纪80年代在中国农村对于流行病的大型观察性研究，由康纳尔大学、牛津大学和中国政府共同出资1990年5月，《纽约时报》报道中称研究为“流行病学大奖赛”。
前两个研究主要有康奈尔大学营养生物化学教授柯林坎貝爾主持，2004年在这项研究基础上，坎贝尔教授出版了《救命飲食:中國健康調查報告》（中国名：中国健康调查报告）。其他领导者有英国牛津大学理查德·佩托教授、中国疾病预防控制中心(原中国预防医学科学院)陈君石、中国医学科学院肿瘤研究所黎均耀和刘伯齐教授。
该研究调查了中国65个县农村6500人次的膳食、生活方式和疾病死亡率的流行病学研究。

### 引用
1. ↑  "China-Cornell-Oxford Project"，康奈尔大学。
  - "Geographic study of mortality, biochemistry, diet and lifestyle in rural China" （页面存档备份，存于），临床试验服务单位和流行病学研究组，牛津大学，2011年2月3日访问。
2. ↑  Brody, Jane E. "Huge Study Of Diet Indicts Fat And Meat" （页面存档备份，存于），《纽约时报》，1990年5月8日。
3. ↑  "China-Cornell-Oxford Project"，康奈尔大学，2012年3月31日。
4. ↑  Junshi, Chen; Campbell, T. Colin; Junyao, Li; Peto, R. (编). . 牛津大学出版社. 1990. ISBN 978-0-19-261843-6.